# Брюс Іглауер
Брюс Ігла́уер (англ. Bruce Iglauer) нар. 10 липня 1947, Енн-Арбор, Мічиган) — американський музичний продюсер, засновник і власник незалежного блюзового лейбла звукозапису Alligator Records.

## Біографія
Брюс Іглауер народився в Енн-Арборі, штат Мічиган, США, в родині Джона Іглауера та Гарріет Селінджер. В шість років лишився батька, виріс у Гранд-Рапідсі, Мічиган та Вайомінгу, штат Огайо, де закінчив середню школу. 1965 року вступив до коледжу гуманітарних наук в Університеті Лоуренса в Епплтоні, Вісконсин. В студентські роки зацікавився блюзом і проводив у коледжі радіошоу, брав участь у влаштуванні концертів  Хауліна Вулфа та Лютера Еллісона.
1969 року Брюс познайомився з Бобом Кестером і 1970 року став єдиним штатним працівником Delmark Records у Чикаго. 1970 року як один з постійних авторів долучився до заснування Джимом О'Нілом та Емі ван Сінґел журналу Living Blues. Іглауер був відвідувачем чиказьких блюзових клубів та фанатом співака і гітариста Хаунд-Дога Тейлора. Коли Боб Кестнер відмовився від пропозиції Брюса записати Хаунд-Дога з його гуртом The HouseRockers на Delmark, Іглауер вирішив записати і просувати улюбленого виконавця власним коштом. На отриману від діда спадщину він утворив 1971 року лейбл Alligator Records, записав альбом Hound Dog Taylor and the HouseRockers (1971) і присвятив весь вільний час рекламі альбому, пропонуючи його FM-радіостанціям та музичним магазинам.
За дев'ять місяців після релізу першого альбому Іглауер залишив Delmark Records і продовжив діяльність як власник незалежного лейбла. Відсутність вільних коштів змушувала новий лейбл фінансувати витрати на наступні записи з надходжень за попередні, тому перші кілька років лейбл мав дуже обмежену кількість альбомів. Але їхні релізи були досить успішними і містили записи Хаунд Дога Тейлора, Біг Волтера Гортона, Кері Белла, Сона Сілса і Фентон Робінсон. 1975 року Alligator підписав контракт з Коко Тейлор і випустив її альбом I'm Got What It Takes, номінований на Греммі. Далі Брюс започаткував знамениту серію альбомів «Living Chicago Blues», до записів залучив видатних «клубних» музикантів, якими не цікавились великі лейбли: Джиммі Джонсона, Едді Шоу, Лефт Хенда Френка, Кері Белла, Джонні «Біг Муса» Вокера та ін. Наприкінці 1970-х років Alligator став провідним незалежним лейблом блюзу, коли Брюс підписав контракти з Джонні Вінтером, Альбертом Коллінзом, Кларенсом «Гейтмутом» Брауном і Руфусом Томасом. 1982 року Alligator здобув свою першу Греммі за альбом Кліфтона Шеньє I'm Here.
З часу свого заснування Alligator Records випустив близько 400 блюзових, блюз-рокових та рок-альбомів і перетворився на головний незалежний блюзовий лейбл у світі. Серед його досягнень три записи, що отримали премію Греммі, 41 альбом, номінований на цю нагороду, понад 100 музичних премій Blues Music Awards та понад 70 премій Living Blues Awards. Завдяки діяльності Брюса Іглауера світ побачили видатні альбоми Шугара Блю, Боба Марголіна, Лонні Мака, Тінслі Елліс, Кенні Ніла, Вільямв Кларка та багатьох інших виконавців. Водночас Alligator підписав контракти з вже відомим зіркам блюзу Чарлі Масселвайтом, Елвіном Бішопом та Бадді Гаєм, надав новий імпульс їхній кар'єрі.
Разом з представниками інших незалежних лейблів 1972 року Іглауер був засновником Національної асоціації незалежних дистриб'юторів звукозапису (NAIRD), що передувала Американській асоціації незалежної музики (A2IM). Згодом він входив до складу правління Фонду Блюзу та A2IM. У червні 2014 року A2IM нагородила його премією за досягнення упродовж життя..
1997 року Брюса Іглауера включено до Зали слави блюзу. Він також двічі отримав нагороду Фонду Блюзу Keeping the Blues Alive Award — 1985 року в категорії «Менеджер/Агент» та 2005 року в категорії «Продюсер».
Журнал Chicago Magazine назвав його «Чикагцем 2001 року».